# Ильмовка (приток Пекши)
Ильмовка — река в России, протекает в Кольчугинском районе Владимирской области. Левый приток Пекши.

## География
Река Ильмовка берёт начало в районе деревни Кривдино. Течёт на юг, пересекает автодорогу Р75. Устье реки находится в 70 км по левому берегу реки Пекша. Длина реки составляет 26 км, площадь водосборного бассейна — 123 км².

## Данные водного реестра
По данным государственного водного реестра России относится к Окскому бассейновому округу, водохозяйственный участок реки — Клязьма от города Орехово-Зуево до города Владимир, речной подбассейн реки — бассейны притоков Оки от Мокши до впадения в Волгу. Речной бассейн реки — Ока.
Код объекта в государственном водном реестре — 09010300712110000031825.